# Панучо
Панучо (исп. panucho) — блюдо кухни полуострова Юкатан. Панучо состоит из кукурузной лепёшки, на которую укладывают пережаренные бобы, обжаривают, затем сверху кладут нарезанную запечённую/обжаренную маринованную свинину (cochinita pibil), красный лук в уксусе и маринованный перец хабанеро. Другие распространённые ингредиенты: мясо курицы или индейки, капуста, салат-латук, помидоры, авокадо, морковь, соус рекадо (из семян тыквы, перца чили и красного пищевого красителя растительного происхождения аннато). Их можно подавать с дополнительным количеством острого соуса из перца хабанеро.

## История
Панучо происходит из города Мерида (Мексика), недалеко от района Сан-Себастьян и церкви Эрмита-де-Санта-Исабель. Популярная легенда гласит, что в этом районе в середине XIX века жил человек, известный как «Дон Хучо», у которого была таверна и ночлег для путешественников, которые отправлялись или приезжали в штат Кампече через «Королевский путь». Однажды путешественник, прибывший поздно ночью, попросил у дона Хучо чего-нибудь поесть, на что тот ответил, что ему нечего предложить. Путешественник настоял, сказав, что съест что угодно, и дон Хучо начал готовить бутерброд из ингредиентов, которые у него были под рукой в то время: хлеб с тушёными мятыми бобами и варёным яйцом, которые он предложил путешественнику, затем и другим. Его стали называть «хлеб Дона Хучо». Со временем на смену хлебу пришли лепешки, блюдо стало популярным, стало называться «Панучо».
В настоящее время панучо — популярное блюдо юкатанской мексиканской кухни. Эти лепёшки с начинкой можно есть на всех традиционных рынках полуострова Юкатан, как в их традиционном виде (с индейкой или курицей по-юкатански), так и в вариациях с мясным рагу рельено негро, сыром, запечённой свининой и многими другими.
Панучо любят в разных частях Мексики, благодаря большому количеству ресторанов с юкатанской кухней. Как правило, это не основная еда, а скорее перекус, стрит-фуд. Блюдо подают в ресторанах быстрого питания, называемых панучериас, где также готовят лепёшки с начинкой salbut, тостады, пирожки и бульоны. Панучо жарят, сверху по заказу выкладывают ингредиенты, обычно сопровождают содовым напитком.